# Stress (Stress)
Stress è il primo album in studio della band speed metal Stress.

## Tracce
1. Sodoma e Gomorra – 4:09
2. A chacina – 4:19
3. 2031 – 4:17
4. Oráculo do Judas – 5:53
5. Stressencefalodrama – 5:53
6. O viciado – 4:06
7. Mate o réu – 3:54
8. O lixo – 4:14

## Formazione
- Roosevelt Bala - voce, basso
- Pedro Lobão - chitarra
- Leonardo Renda - tastiere
- André Chamon - batteria